# Henning Larsen (Radsportler)
Henning Larsen (* 12. April 1955 in Fraugde Sogn) ist ein dänischer Radrennfahrer und nationaler Meister im Radsport.

## Sportliche Laufbahn
Larsen gewann 1975 bei den dänischen Meisterschaften der Junioren seinen ersten nationalen Titel, als er im Zeitfahren siegte. Bei den Amateuren holte er dann gemeinsam mit Peter Ellegaard, Claus Rasmussen und Lars Johansen den Titel in der Mannschaftsverfolgung 1979. Dieser Vierer verteidigte 1980 den Titel, 1981 gewann Larsen erneut die Meisterschaft mit Ellegaard, Rasmussen und Stig Larsen. 1979 wurde er auch Meister in der Einerverfolgung. Bis 1981 gewann er weitere Medaillen bei den nationalen Titelkämpfen im Sprint, in der Mannschaftsverfolgung und im 1000-Meter-Zeitfahren. 1984 nahm er an der Einerverfolgung der Olympischen Sommerspiele in Los Angeles teil. Er startete für den Verein OCK Odense.